# Verizon Communications
Verizon Communications, Inc. – amerykański dostawca usług telekomunikacyjnych: telefonii komórkowej (Verizon Wireless), szerokopasmowego dostępu do Internetu i telewizji kablowej (za pomocą DirecTV lub własnej sieci światłowodowej FiOS). Notowany na NYSE, wchodzi w skład Dow Jones 30.
Przedsiębiorstwo zostało założone w 2000 roku, gdy Bell Atlantic (jeden z tzw. Baby Bells) kupił GTE, uprzednio największego niezależnego lokalnego operatora telekomunikacyjnego w USA. Przedtem w 1997 roku Bell Atlantic połączył się z innym Baby Bellem – spółką NYNEX.
25 lipca 2016 roku przedsiębiorstwo przejęło za 4,83 mld dolarów spółkę Yahoo!.